# Paraschivești
Paraschivești – wieś w Rumunii, w okręgu Ardżesz, w gminie Priboieni. W 2011 roku liczyła 692 mieszkańców.